# Pierre-Emmanuel Bourdeau
Pour les articles homonymes, voir Bourdeau.
Pierre-Emmanuel Bourdeau, né le 19 mai 1975 à Sainte-Gemmes-d'Andigné (Maine-et-Loire), est un joueur et un entraîneur de football français. Après avoir notamment évolué durant sa carrière professionnelle à l'En Avant de Guingamp, il est aujourd'hui entraîneur au centre de formation du Stade rennais FC, son club formateur.

## Biographie
Pierre-Emmanuel Bourdeau évolue dans les équipes de jeunes du RC Ancenis quand il est détecté par Patrick Rampillon et Yves Colleu, durant un match en sélection de l'Atlantique. À 17 ans, il rejoint alors le centre de formation du Stade rennais FC où il reste durant deux saisons. Avec l'équipe réserve du club breton, il dispute onze rencontres de Division 3 en l'espace de deux saisons. Privilégiant un retour dans le système scolaire classique, il retourne au RC Ancenis en 1993, pour y évoluer en National 1, puis est recruté par Bertrand Marchand au Thouars Foot 79. Le Stade poitevin le remarque alors, ce qui lui permet de découvrir la Division 2 en 1995, disputant 11 rencontres à ce niveau.
À Poitiers, il est remarqué par Yvon Schmitt, qui le fait venir à l'En Avant de Guingamp. Pierre-Emmanuel Bourdeau reste six saisons dans les Côtes-d'Armor, disputant une centaine de rencontres, et découvrant la Division 1. Durant son passage, Guingamp dispute une finale de Coupe de France à laquelle il ne participe pas, et joue deux rencontres de Coupe UEFA face à l'Inter Milan. En 2002, Pierre-Emmanuel Bourdeau quitte Guingamp pour Clermont Foot, avec lequel il dispute trois saisons de Ligue 2. En 2005-2006, il met un terme à sa carrière de footballeur professionnelle par une expérience en deuxième division espagnole, au Racing de Ferrol, durant laquelle il dispute 34 matchs,. Après un retour d'une saison au niveau amateur, avec les Voltigeurs de Châteaubriant, il effectue un stage au Stade rennais FC avant d'obtenir son diplôme d'entraîneur. En 2008, il fait ainsi son retour dans les rangs de son club formateur, prenant en main l'équipe des moins de 15 ans du Stade rennais FC. En janvier 2014, il monte d'un cran et devient l'entraîneur des moins de 17 ans. Après 7 ans à la tête des -17 ans, il devient l'entraineur de la réserve de Rennes.

### Clubs successifs

#### Joueur
- 1993-1994 : RC Ancenis
- 1994-1995 : Thouars Foot 79
- 1995-1996 : Stade poitevin
- 1996-2002 : En Avant de Guingamp
- 2002-2005 : Clermont Foot
- 2005-2006 : Racing de Ferrol (Espagne)
- 2006-2007 : Voltigeurs de Châteaubriant

#### Entraîneur
- Depuis 2008 : Centre de formation du Stade rennais FC
  - 2008-2014 : Équipe des moins de 15 ans
  - 2014-2021 : Équipe des moins de 17 ans
  - 2021- : Équipe de la réserve